# What have they done to the rain
What have they done to the rain is een nummer van Malvina Reynolds.
Het werd geschreven in 1962 en had eerst als titel Rain song. Het was geschreven ter gelegenheid van een campagne tegen kernproeven.
Het nummer werd opgenomen door The Searchers in 1964. Het werd later door vele andere artiesten opgenomen onder wie Marianne Faithfull, The Seekers, Joan Baez, Difference en The Cats. Het werd ook gecoverd door actrice Lili Taylor in Nancy Savoca's film Dogfight.

## The Searchers
What have they done to the rain is een single van de Engelse popgroep The Searchers.

### Tracklist

#### 7" Single
Pye 7N15739 (VK)
1. What have they done to the rain
2. This feeling inside

Kapp 644 (VS)
1. What have they done to the rain
2. This feeling inside

### Hitnotering
| What have they done to the rain | What have they done to the rain | What have they done to the rain | What have they done to the rain | What have they done to the rain | What have they done to the rain | What have they done to the rain | What have they done to the rain | What have they done to the rain | What have they done to the rain | What have they done to the rain | What have they done to the rain | What have they done to the rain | What have they done to the rain |
| Hitlijst                        | Datum van binnenkomst           | Week:                           | 1                               | 2                               | 3                               | 4                               | 5                               | 6                               | 7                               | 8                               | 9                               | Laatste notering                |                                 |
| ------------------------------- | ------------------------------- | ------------------------------- | ------------------------------- | ------------------------------- | ------------------------------- | ------------------------------- | ------------------------------- | ------------------------------- | ------------------------------- | ------------------------------- | ------------------------------- | ------------------------------- | ------------------------------- |
| Nederlandse Top 40              | 23-01-1965                      | Positie:                        | 39                              | 34                              | 39                              | 26                              | 28                              | 25                              | 30                              | 34                              | 39                              | 20-03-1965                      |                                 |